# Gloria Emerson
Gloria Emerson (* 19. Mai 1929 in New York City; † 3. August 2004 ebenda) war eine US-amerikanische Journalistin, die für ihre Kriegsberichterstattung unter anderem aus dem Vietnamkrieg bekannt wurde.

## Leben
Gloria Emerson wurde im Mai 1929 in New York City in eine Familie geboren, in der gelegentlich eine Abstammung von Ralph Waldo Emerson postuliert wurde. Ihre Eltern hatten Vermögen aus dem Ölgeschäft und gehörten der New Yorker Oberschicht an, verloren aber durch ihren Alkoholismus den Großteil ihres Besitzes. Sie besuchte keine Hochschule und arbeitete zunächst als Journalistin für ein Gratisblatt. Sie heiratete früh und ließ sich bald scheiden; über diese erste Ehe sind nur wenige Informationen bekannt. Zeitweise arbeitete sie als freie Journalistin: Im Jahr 1956 ging sie für mehrere Monate nach Saigon, der damaligen Hauptstadt Südvietnams. Auf einer anderen Reise nach Asien interviewte sie den indischen Premierminister Jawaharlal Nehru. Nach ihrer Rückkehr in die USA nahm sie 1957 eine Stelle als Redakteurin der Frauenseite der New York Times an. Nach drei Jahren kündigte sie, um mit ihrem zweiten Ehemann nach Brüssel zu ziehen. Doch bereits 1961 endete die Ehe in der Scheidung. Drei Jahre später kehrte sie als Auslandskorrespondentin in Paris zur New York Times zurück, wo sie ein tiefes Interesse für die vietnamesische Diaspora entwickelte. Im Jahr 1968 wechselte sie als Korrespondentin der New York Times nach London, von wo aus sie unter anderem über den Nordirlandkonflikt und den Biafra-Krieg in Nigeria berichtete.
Im Jahr 1970 ging sie als Korrespondentin nach Vietnam, um dort drei Jahre lang über den Vietnamkrieg zu berichten. Im Gegensatz zu vielen anderen Korrespondenten der damaligen Zeit berichtete sie weniger über militärische Ereignisse, sondern über die Auswirkungen des Krieges auf die vietnamesische Zivilbevölkerung und individuelle US-Soldaten. Bereits 1971 erhielt sie in Anerkennung dieser Leistung einen George Polk Award. Schon bald erschienen ihr Zeitungsartikel als Veröffentlichungsform aufgrund ihrer Kürze und Kurzlebigkeit als zunehmend ungeeignet, weshalb sie sich zunächst auf Magazine und dann auf Bücher verlegte. 1976 publizierte sie als Ergebnis ihrer Jahre in Vietnam das Buch Winners and Losers, für das sie diverse Interviews mit vietnamesischen Kämpfern, US-Soldaten, Zivilisten und Hinterbliebenen des Vietnamkriegs verarbeitete und einen autobiografischen Bericht über ihre Zeit in Vietnam einflocht. Für Winners and Losers gewann sie 1978 einen National Book Award for Nonfiction.
Danach widmete sich Emerson anderen Themen. 1982 veröffentlichte sie gemeinsam mit fünf anderen Journalisten einen Bericht über die Behinderung der Pressefreiheit in Lateinamerika. Drei Jahre später publizierte sie ein Buch mit dem Titel Some American Men, in dem sie einen Durchschnitt US-amerikanischer Männer unter anderem zum Thema Maskulinität befragte. Im Jahr 1990 verfasste sie mit Gaza: A Year in the Intifada einen Zeitzeugenbericht aus dem Gazastreifen während der Ersten Intifada. Das Buch wurde für seine pro-palästinensische Sichtweise in den USA kontrovers diskutiert. Zehn Jahre später, 2000, veröffentlichte sie einen Roman mit dem Titel Loving Graham Greene mit Bezug auf den Schriftsteller Graham Greene, den sie als ihr Vorbild erachtet hatte. Parallel war sie in den 1980er und 1990er Jahren dreimal Gastprofessorin für Journalismus an der Princeton University. Daneben gab sie Unterricht in Kreativem Schreiben für Vietnamkriegsveteranen am William Joiner Institute for the Study of War and Social Consequences an der University of Massachusetts Boston.
In den 1990er und 2000er Jahren wurden Emersons Berichte aus dem Vietnamkrieg in mehrere Anthologien zur Vietnamkriegsberichterstattung aufgenommen. Seit 1994 war sie aufgrund einer Beinverletzung in ihrer Mobilität eingeschränkt, arbeitete aber in ihren letzten Jahren weiterhin als Autorin, unter anderem an einem Roman über Vietnamkriegsveteranen. Zuletzt wurde bei ihr Parkinson diagnostiziert.  Anfang August 2004 setzte sie in ihrer New Yorker Wohnung ihrem Leben ein Ende. Offenbar hatte sie eine Zukunft, in der Parkinson ihr das Schreiben genommen hätte, als nicht mehr lebenswert empfunden. Sie hinterließ mehrere Abschiedsbriefe und einen kurzen Nachruf auf sich selbst, der in Teilen in der New York Times abgedruckt wurde. Sie hinterließ keine Hinterbliebenen.

## Ehrungen
- 1971: George Polk Award[3]
- 1978: National Book Award for Nonfiction in der Kategorie „Contemporary Thought“ für Winners and Losers[4]
- 1991: James Aronson Award für Gaza: A Year in the Intifada[2]

## Veröffentlichungen
Sachliteratur
- Winners and Losers: Battles, Retreats, Gains, Losses, and Ruins From a Long War. Random House, New York 1976. ISBN 0-394-48413-4.
- Some American Men. Simon & Schuster, New York 1985. ISBN 0-671-24588-0.
- Gaza: A Year in the Intifada. A Personal Account From an Occupied Land. The Atlantic Monthly Press, New York 1991. ISBN 0-87113-445-4.

Romane
- Loving Graham Greene. Random House, New York 2000. ISBN 978-0-679-46324-5.